# Căpetenia Atyap
Căpetenia Atyap este un stat tradițional nigerian al grupului etnic Atyap, situat în bazinul superior al râului Kaduna, din Podișul Nigerian Central, în Nigeria Centrală. Reședința este la A̠tak Njei, Zangon Kataf, în sudul statului Kaduna, Nigeria.

## Istorie
Căpetenia Atyap a fost creată în 1995. Este condusă de Consiliul Tradițional Atyap cu A̠gwatyap ca șef.

## Divizii administrative

### Districte
Ministerul Afacerilor Guvernamentale Locale din statul Kaduna a declarat că există 16 districte, încă 5 districte aprobate și 61 de unități sătești aprobate.
Acestea sunt districtele existente în perioada 1995-2017:
| Nr. crt. | Nume indigen în limba tyap    | Nume exogen în limba hausa |
| -------- | ----------------------------- | -------------------------- |
| 1        | A̠buyap                        | Ungwar Rohogo              |
| 2        | Á̠nietcen-A̱fakan               | Zangon Urban               |
| 3        | A̠shong A̠shyui                 | Jankasa                    |
| 4        | Bafoi Ka̠nai                   | Gora Bafai                 |
| 5        | Cen-A̠koo sau Zama A̠won        |                            |
| 6        | Gan Ka̠nai                     | Gora Gan                   |
| 7        | Jei (districtul Căpeteniei)   | Unɡwar Gaiya               |
| 8        | Ka̠nai Mali sau A̠tsung A̠byek   | Gora Gida                  |
| 9        | Makomurum                     | Kibori                     |
| 10       | Mancong                       | Magadan Wuka               |
| 11       | Mazaki                        | Gidan Zaki                 |
| 12       | Ma̠nyi A̠ghyui                  | Kigudu                     |
| 13       | Sop-A̠koo                      | Mabushi Kataf              |
| 14       | Shilyam sau Kwakhwu           |                            |
| 15       | Taligan (A̠takligan) sau A̠ga̠mi | Magamiya                   |
| 16       | Zonzon                        | Zonzon Gora                |

Actualul guvernator al statului Kaduna, Nasir Elrufai, a declarat că numărul mare de districte create înainte de 2001 a produs dificultăți financiare pentru consiliile locale, de aceea a redus numărul acestora începând din 2017.
| Nr. crt. | Nume indigen în limba tyap | Nume exogan în limba hausa |
| -------- | -------------------------- | -------------------------- |
| 1        | Á̠nietcen-A̱fakan            | Zangon Urban               |
| 2        | Jei (districtul căpteniei) | Ungwar Gaiya               |
| 3        | Ka̠nai                      | Gora                       |
| 4        | Zonzon                     | Zonzon Gora                |

### Sediu
Cartierul general al Căpeteniei Atyap este Atak Njei, unde se află palatul lui Agwatyap (în Tyap: Magwatyap).
De curând, guvernul statului Kaduna, condus de Nasir Elrufai, a contestat localizarea palatului în regiunea situată la periferia orașului Zangon Kataf, dominat de Hausa-Fulani-Kanuri, o acțiune puternic contracarată de Asociația de Dezvoltare Comunitară Atyap (ACDA).

## Conducerea

### Case regale
Căpetenia Atyap este formată din patru case regale împărțite în funcție de cele patru clanuri ale tribului Atyap, și anume:
| Nr. crt. | Clan    | Subclan                 |
| -------- | ------- | ----------------------- |
| 1        | A̠gbaat  | • A̠kpaisa • Jei • A̠kwak |
| 2        | A̠minyam | • A̠fakan • Ason         |
| 3        | A̠ku     |                         |
| 4        | A̠shokwa |                         |

### Conducători
Monarhii conducători ai căpeteniei Atyap sunt numiți A̠gwatyap. Cuvântul este derivat din două cuvinte Tyap: a̱gwam (monarh) și A̱tyap (adică tribul Atyap) și înseamnă literal „monarh al tribului Atyap”.
Începând din 1995 până în prezent au fost trei conducători Atyap:
| De la             | Până la        | Conducător                                                       |
| ----------------- | -------------- | ---------------------------------------------------------------- |
| 1995              | 2005           | ASR A̠gwam Ba̠la A̠de Da̠uke (JP), Agwatyap I                        |
| 2005              | 6 aprilie 2016 | SAR A̱gwam Dr. Harrison Yusuf Bunggwon (FNSE), A̠gwatyap al II-lea |
| 12 noiembrie 2016 | prezent        | ASR A̱gwam Dominic Gambo Yahaya (KSM), Agwatyap al III-lea        |